# 維克多·卡薩德蘇斯
維克多·卡薩德蘇斯（西班牙語：Víctor Casadesús；1985年2月28日—）是一位西班牙足球運動員。在場上的位置是前鋒。他現在效力於西班牙足球甲級聯賽球隊萊萬特足球俱樂部。他也曾代表西班牙U19和U20國家隊參加比賽。